# Línea de alta velocidad Madrid-Levante
La Línea de alta velocidad entre Madrid, Castilla-La Mancha, la Comunidad Valenciana y la Región de Murcia, comúnmente llamada LAV Madrid-Levante, es una línea de alta velocidad de la red de ferrocarril en España. La línea, inaugurada inicialmente el 18 de diciembre de 2010, culminando el 1 de julio de 2022 con el último tramo, se extiende desde la estación de Chamartín-Clara Campoamor en Madrid hacia el este con ramales que finalizan en las ciudades de Valencia, Alicante y Murcia.
El trazado se ha diseñado de acuerdo con las especificaciones técnicas de interoperabilidad de la Unión Europea para líneas ferroviarias de alta velocidad. Consta de vía doble de ancho estándar o internacional (1435 mm) y es apta para una velocidad máxima de 350 km/h. La electrificación, como en todas las líneas de alta velocidad españolas es de 25 kV en corriente alterna y la gestión se realiza mediante ERTMS con señalización ETCS de nivel 1 entre Madrid Chamartín y Torrejón de Velasco, niveles 1 y 2 entre Torrejón de Velasco y Valencia, o solamente el nivel 2: entre Bifurcación Albacete y Alicante y entre Bifurcación Murcia y Beniel.

## Historia

### Puesta en servicio
El día 29 de octubre de 2024, durante la DANA sucedida en España en ese mismo año, el túnel de Torrente se inundó debido a la gran acumulación de agua, quedando interrumpido el servicio, según informó el ministro de Transportes en Twitter.A 31 de octubre, el ministerio anunció que tras una inspección de la infraestructura, se detectaron graves daños en la vía y plataforma, la destrucción de 1,2 km de infraestructura en el entorno del túnel de Chiva y 3 km de inundación en el de Torrente.
Finalizados los trabajos urgentes en la infraestructura, el 14 de noviembre de 2024 se recuperó el servicio ferroviario sin restricciones.

### Velocidades máximas autorizadas

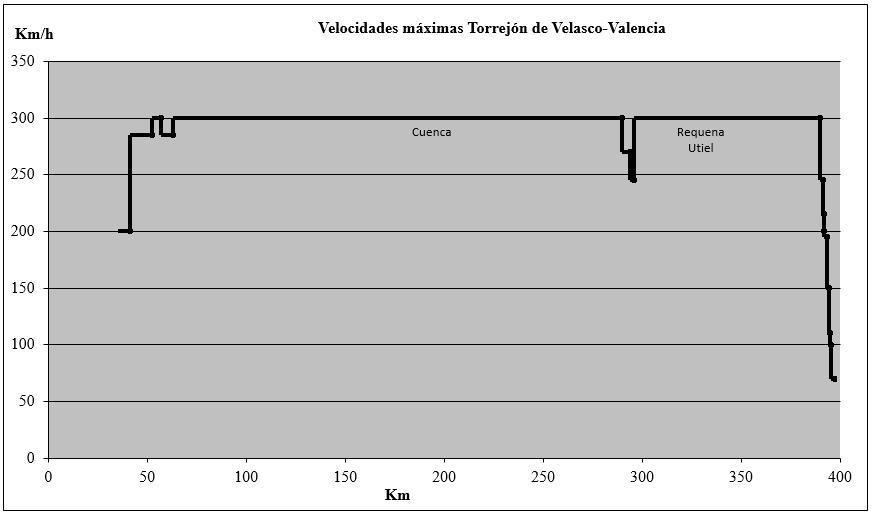
Cuadro de velocidades máximas de la línea

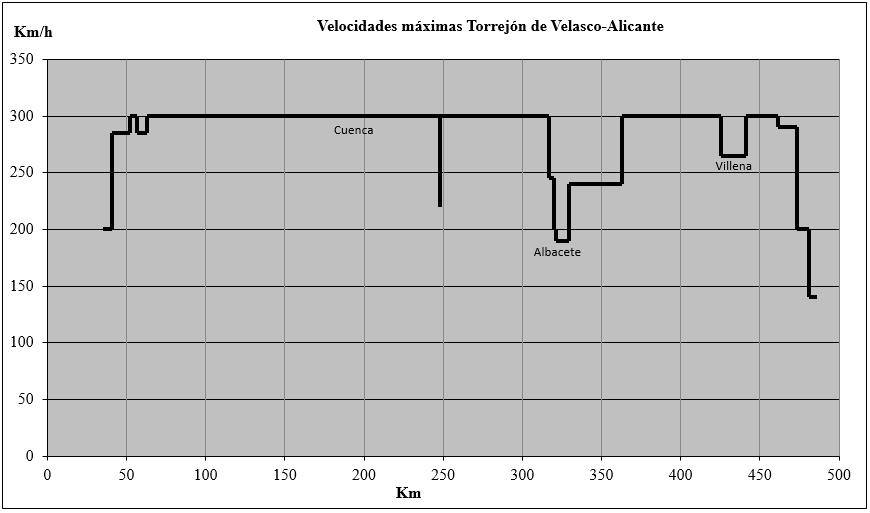
Velocidades máximas Torrejón de Velasco-Alicante

## Características técnicas

### Instalaciones y puntos kilométricos
Puesto de banalización (donde se puede cambiar la vía de circulación)

## Tramos

### Madrid - Cuenca - Motilla del Palancar
Los primeros 28 km de la línea desde el 18 de diciembre de 2010 hasta el 30 de junio de 2020 son compartidos con la LAV a Sevilla y Málaga totalmente y con la LAV a Barcelona parcialmente. Por este motivo se cuadruplicará este tramo desde la estación de Puerta de Atocha (Madrid) hasta el km 28, punto donde se producirá la bifurcación hacia las líneas a Sevilla/Málaga y a Levante. El tramo fue inaugurado el 15 de diciembre de 2010 y habilitado al servicio comercial el domingo 19 de diciembre de 2010. Desde el 1 de julio de 2022, la línea empieza en Chamartín.

### Motilla del Palancar - Valencia
El tramo desde la bifurcación de Motilla del Palancar hasta el acceso a la ciudad de Valencia se encuentra concluido. Al igual que el tramo Madrid-Cuenca-Motilla del Palancar el cronograma de trabajo prevé prestar servicio comercial esta sección el 18 de diciembre de 2010. Destaca la construcción en este tramo de la nueva estación AV "Requena-Utiel". Destaca también el Viaducto del Embalse de Contreras con uno de los arcos ferroviarios más largos realizados en un puente de hormigón, con 261 m entre sus dos apoyos (vanos) y una altura máxima de 37 m, solamente superado por el puente del Froschgrundsee de la LAV Núremberg - Érfurt (Alemania), en construcción con un arco de 270 m y una altura de 65 m.
El tramo fue inaugurado el 18 de diciembre de 2010 y habilitado al servicio comercial el domingo 19 de diciembre de 2010.

### Valencia – Játiva
El tramo Valencia-Játiva es considerado también parte del Corredor Mediterráneo.
Tramo nuevo de 59,6 km de vía doble en ancho estándar. Comienza en el km 392,705 de la LAV Madrid-Valencia y se encuentra a falta de electrificación y señalización. El tramo tendrá vía doble tanto en ancho ibérico como en estándar.

### Játiva – Nudo de La Encina
El tramo Játiva-La Encina es considerado también parte del Corredor Mediterráneo.
La vía doble actualmente en uso, de 41,2 km de longitud, entró en servicio con ancho ibérico en marzo de 2004 y es apta para 220 km/h. Para poder cambiar su ancho al estándar primero es necesario instalar una nueva vía única en ancho ibérico utilizando parcialmente la antigua plataforma que fue desmantelada en 1996, después se cambiará al ancho estándar cada una de las vías actuales. El tramo finaliza en la LAV Bifurcación Albacete-Alicante (Nudo de La Encina - Monforte del Cid - Alicante), en el km 409,961 dirección Albacete y en el 418,558 hacia Alicante. El tramo tendrá vía única en ancho ibérico y vía doble en estándar.

### Motilla del Palancar - Albacete
Tiene una longitud de 62'8 km y discurre en las provincias de Cuenca y Albacete. Como elementos singulares en el tramo hay que destacar un viaducto sobre la autovía A-3, un puesto de banalización (en el tramo Villalgordo del Júcar-La Gineta), un viaducto de 475 m y dos túneles de 640 y 208 m de longitud. El tramo fue inaugurado el 15 de diciembre de 2010, simultáneamente con el tramo Madrid-Motilla del Palancar y habilitado al servicio comercial el domingo 19 de diciembre de 2010.

### Albacete - Nudo de La Encina
Este tramo se encuentra actualmente en servicio, en doble vía y ancho estándar, desde el 17 de junio de 2013. Este tramo admite circulaciones de hasta 350 km/h, aunque la velocidad máxima actual es de 300 km/h. Como sistema de bloqueo se instaló ETCS solo con nivel 2.

### Nudo de La Encina - Monforte del Cid - Alicante
El tramo La Encina - Alicante es considerado también parte del Corredor Mediterráneo.
Al igual que el tramo Albacete - Nudo de La Encina, se encuentra actualmente en servicio, en doble vía y ancho estándar, desde el 17 de junio de 2013. Este tramo admite circulaciones de hasta 350 km/h, aunque la velocidad máxima actual es de 300 km/h. Como sistema de bloqueo se instaló ETCS solo con nivel 2.

### Monforte del Cid - Elche - Murcia - Cartagena
El tramo comprendido entre el municipio alicantino de Monforte del Cid y Murcia tiene una longitud de 61,7 kilómetros, de los que 46,2 están situados en la provincia de Alicante y los restantes 15,5 en Murcia. Es un tramo nuevo de vía doble en ancho estándar apto para 350 km/h. Sus infraestructuras más singulares son los túneles de Callosa de Segura (2020 m), El Murón (1730 m), Elche y paso bajo la A-7 (1558 m), La Temerosa (485 m), El Carrús (371 m) y el túnel urbano de Orihuela (783 m), que suman una longitud de 6892 m lo que representa el 11,2 % del total. Comienza en el km 461,356 del tramo Nudo de La Encina - Monforte del Cid - Alicante y termina en el PAET de San Isidro, donde la nueva plataforma acogerá una vía en ancho estándar (lado mar) y otra en ibérico hasta El Reguerón (la variante de El Reguerón entró en servicio entre el 10 de agosto de 2008 y el 25 de octubre de 2015). Desde allí hasta Murcia Cargas se circulará por la antigua plataforma con una vía en ancho mixto (lado mar) y otra en ibérico. Desde Cartagena hasta El Reguerón se instalará un tercer carril para ancho mixto en la vía convencional actual.
El tramo Monforte del Cid a Beniel se inauguró el 1 de febrero de 2021 y de Beniel a Murcia el 19 de diciembre de 2022.
El Tramo de Accesos a Murcia está en servicio desde 2008. Por él hasta la llegada del AVE circulan trenes de ancho ibérico. Tiene unos 8,9 km de longitud de los que 7,7 km están preparados para tres vías, dos de ancho estándar y otra de ancho ibérico. Se incluye en este recorrido la mayor pérgola de la alta velocidad ferroviaria en España. Es conocida como pérgola de El Reguerón pues cruza el encauzamiento del río Guadalentín (conocido como canal del Reguerón) mediante una plataforma de 366 m de longitud y 42 m de ancho con capacidad para tres vías sobre una estructura tipo pérgola. La estructura está dispuesta completamente fuera del encauzamiento del río para evitar afecciones futuras por crecidas de agua y erosiones. Como sistema de bloqueo se instaló ETCS solo con nivel 2.
Una vez que la alta velocidad llegue a Murcia, se conectará con Cartagena mediante la instalación de vía con ancho mixto y electrificada siguiendo el trazado de la vía convencional existente.

### Murcia - Almería
Oficialmente el tramo Murcia-Almería no es parte de la línea Madrid-Levante, sino una línea independiente.

El tramo Murcia-Almería es considerado parte del Corredor Mediterráneo.
La función principal de esta línea es unir el Eje Ferroviario Transversal con el resto del Corredor Mediterráneo así como con la LAV Madrid-Levante. Busca mejorar con ello crear la comunicación ferroviaria entre Murcia y Almería, la cual es inexistente desde 1985 con el cierre del ferrocarril del Almanzora, y mejorar las relaciones de ambas con el resto de la costa mediterránea, de provincias andaluzas y el centro peninsular.
Su longitud es de 184,3 km (108,1 en la provincia de Almería y 76,2 en la Región de Murcia). Se prevé tráfico mixto con velocidades cercanas a los 300 km/h. Además de las estaciones de Almería y Murcia, hay proyectadas estaciones de Alta Velocidad en Lorca y Vera.
En el primer subtramo se usa el trazado de la línea Murcia-Lorca-Águilas existente hasta la localidad de Pulpí adaptándolo a las altas prestaciones rectificando la línea mediante variantes como las de Librilla, Alhama de Murcia, Totana y Sierra Cabrera. En este subtramo se mantiene la vía convencional a uno de los lados de la nueva plataforma, a modo de tercera vía.
En Pulpí la línea se aleja de la línea Murcia-Lorca-Águilas hacia Vera, rodeando la sierra de Almagro conectar con la N-340, que continúa hacia la capital almeriense.

## Estaciones

### Cuenca-Fernando Zóbel
La nueva estación está situada a 5 km del centro de la ciudad en el Cerro de la Estrella muy próxima a la Nacional 320 y recibe el nombre del pintor Fernando Zóbel, muy vinculado a la ciudad y cuyos restos descansan en el Cementerio de San Isidro, sobre la hoz del Júcar. La estación tiene una superficie de 3 950 m² dividida en 2 niveles.Con un aparcamiento de 8900 m².Dividida en 4 vías, 2 de paso y 2 más de parada.

### Albacete-Los Llanos

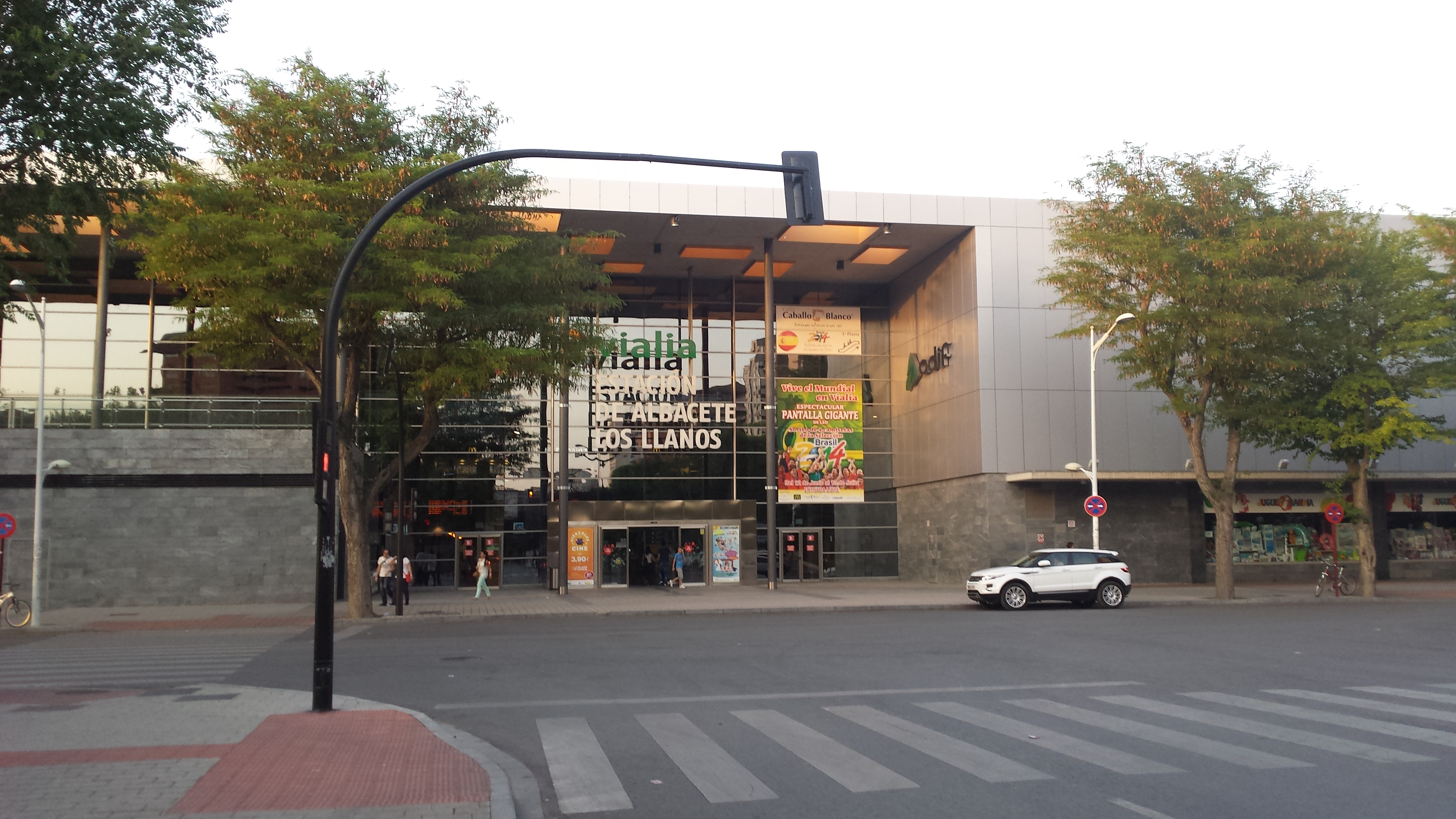
Fachada de la estación de Albacete-Los Llanos

A partir de la construcción de la LAV Madrid-Levante, se construyó la nueva estación AVE de la ciudad de Albacete transformándola en una estación Vialia. La estación recibe trenes de alta velocidad (con ancho de vía de 1435 mm) y de ancho ibérico, tiene una superficie de 23 000 m² y cuenta con dos plantas, sótano, zona comercial de 12 500 m² y estacionamiento para 600 vehículos. 
Para permitir la construcción de la estación y seguir prestando los servicios básicos de pasajeros se construyó una estación provisional junto a la antigua que fue habilitada en septiembre de 2008.

### Requena-Utiel
Una nueva estación fue construida en el tramo Motilla del Palancar-Valencia de la línea Madrid-Levante entre San Antonio de Requena y Requena. 
El edificio es de aproximadamente 600 m2 para atender las necesidades ferroviarias (vestíbulo, venta de billetes, etc). ADIF previó que la estación tuviera andenes de 400 m de longitud y 8 m de anchura con marquesinas de protección 200 m. También cuenta con un estacionamiento de por lo menos 250 plazas.

### Valencia Joaquín Sorolla

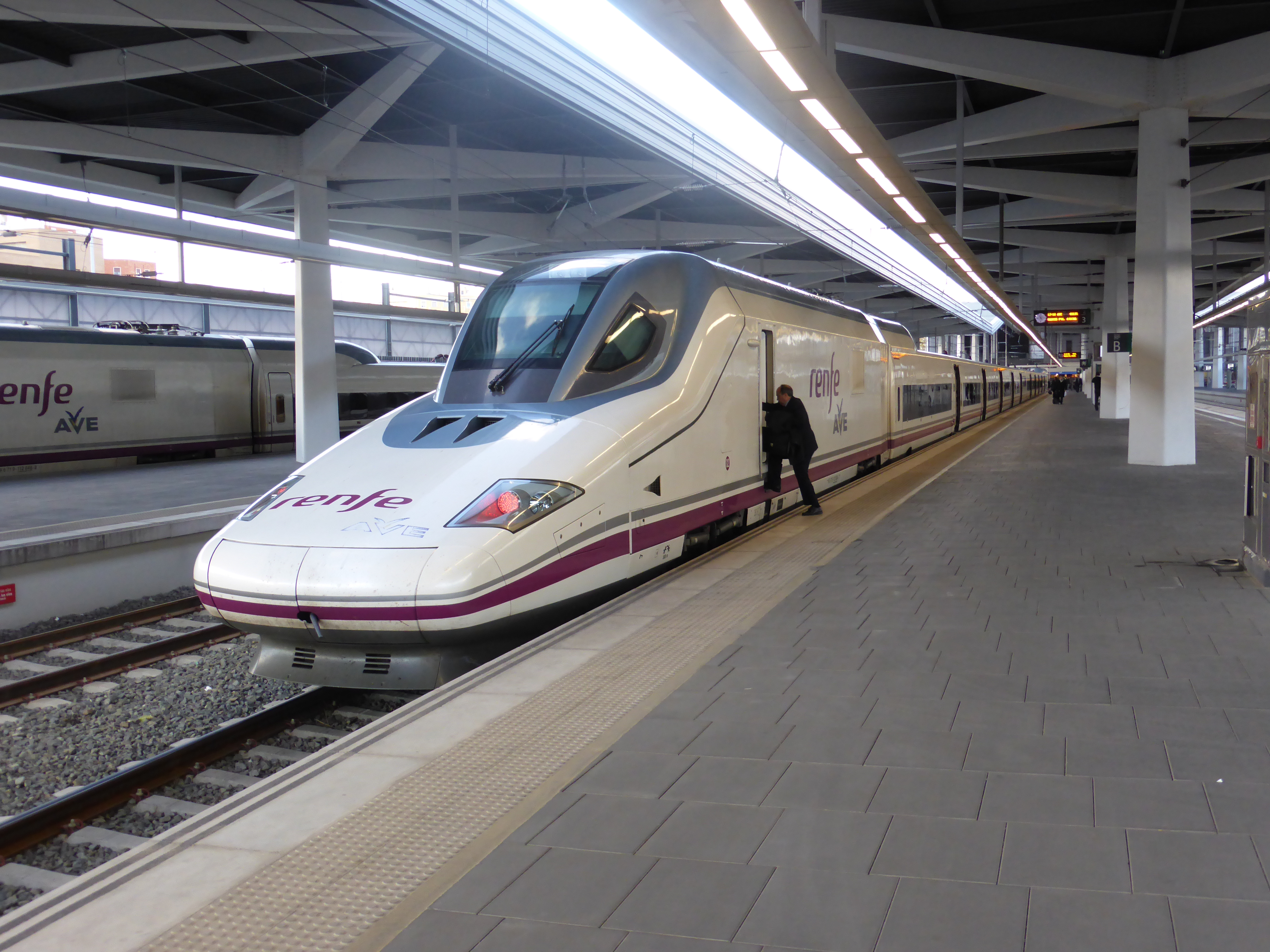
Tren de la serie 112 de Renfe en la estación de Valencia-Joaquín Sorolla

Situada en el centro de Valencia, a 800 m al sur de la estación del Norte. El edificio es de planta rectangular con dos zonas claramente diferenciadas: el gran hangar, de planta igualmente rectangular, y el edificio de viajeros propiamente dicho, de planta en U y pilares independientes de la estructura del hangar. La entrada principal a la estación está situada en la calle San Vicente Mártir, si bien tiene otro acceso en la calle Maestro Sosa esquina Filipinas. Está bien comunicada con la red de Metrovalencia, con dos de sus estaciones (Joaquín Sorolla-Jesús y Bailén) a escasos minutos a pie de la estación.

### Villena Alta Velocidad
Se encuentra en el punto kilométrico 435 de la línea de alta velocidad Madrid-Levante, a una distancia de 6 km de la localidad de Villena y a 2,5 km de la autovía A-31. Esta estación ofrece servicios de alta velocidad a las comarcas alicantinas del Alto y Medio Vinalopó, y a la comarca murciana del Altiplano.
La estación se encuentra al sur de la ciudad de Villena, en las cercanías de la Colonia de Santa Eulalia. El recinto de la estación ocupa una superficie total de 40 800 m2, de los que 2500 corresponden con el edificio de viajeros. Esta parte incluye la zona de embarque para los pasajeros, el vestíbulo y una parte de locales comerciales. Además la estación cuenta con un aparcamiento de 300 plazas, con la posibilidad de ampliarse hasta las 600.
Posee infraestructura bioclimática y está dotada de dos andenes de unos 400 m de longitud y 10 de ancho, con marquesinas y pavimento de material antideslizante. La estación tiene 4 vías de ancho UIC, de las cuales 2 son pasantes y las otras 2 son de estacionamiento. El recinto, además de ser estación ferroviaria, tiene una función de PAET.

### Alicante Terminal

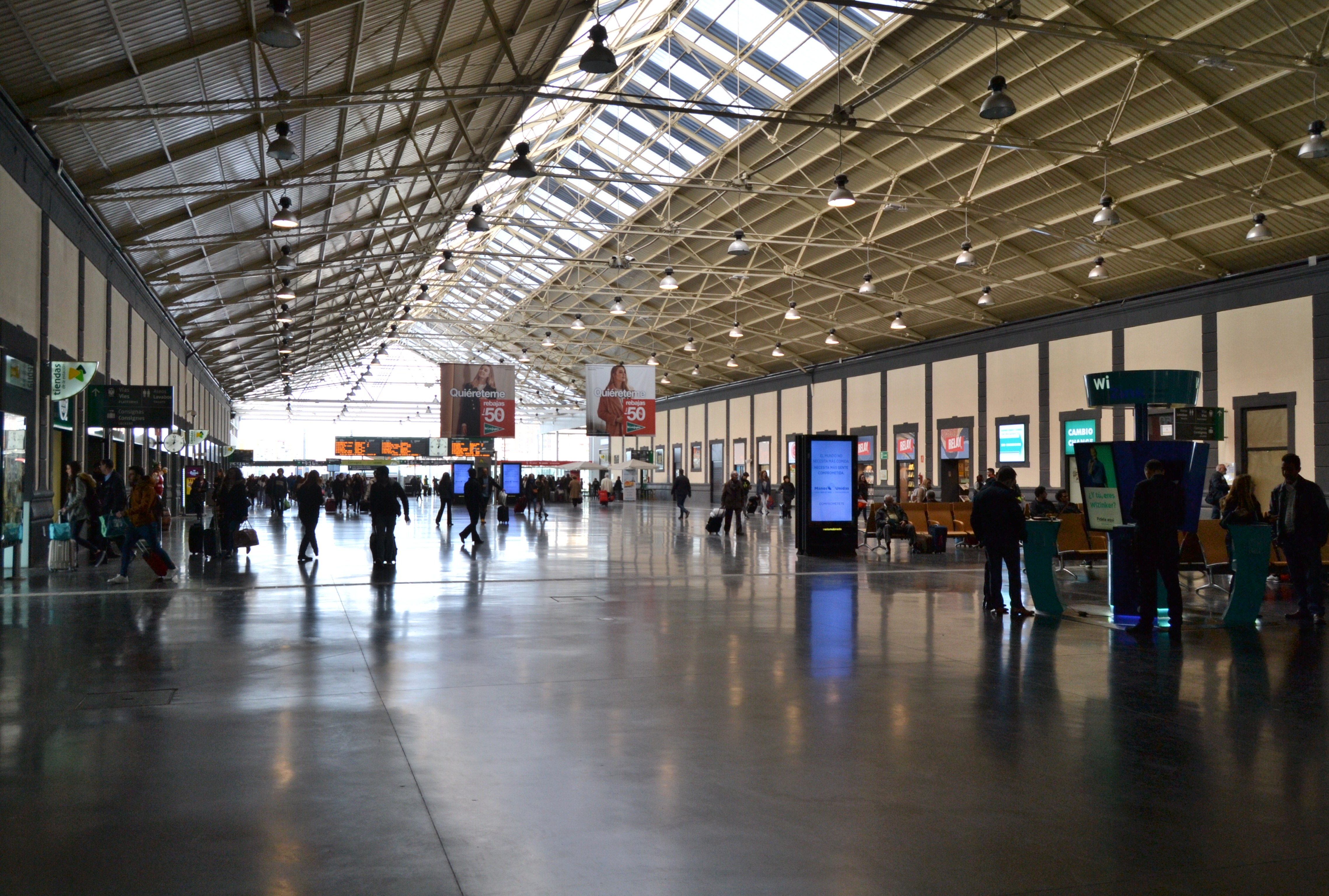
Vestíbulo de la estación de Alicante-Terminal

A raíz de la construcción de la LAV Madrid-Levante se ha remodelado y ampliado la estación de la ciudad de Alicante para poder albergar los trenes de alta velocidad. A la estación llegan trenes de ancho internacional y de ancho ibérico, disponiendo en la misma de todos los tipos de servicios (AVE, larga distancia, media distancia y cercanías).
Está situada en pleno casco urbano, en la avenida de Salamanca. Cuenta con una superficie de 3500 m², de los que 1800 corresponden a los 21 locales comerciales. En la explanada exterior tiene un aparcamiento para 75 taxis, 4 autobuses y coches de alquiler. Actualmente la estación cuenta con 13 vías (las 7 originales y las 6 nuevas construidas en la zona norte del complejo), pero cuando se realice el soterramiento completo de la estación, está prvisto que tenga 10. También cuenta con aparcamiento de 510 plazas.
También está comunicada con los autobuses urbanos de Alicante y con la red del TRAM Metropolitano de Alicante mediante la estación de Luceros, situada a unos 300 m.

### Elche-Matola
La estación tiene 2 plantas y 550 plazas de aparcamiento (500 para coches y 50 para motocicletas) el edificio será un referente arquitectónico del siglo XXI aparte de que tendrá capacidad para compatibilizar posibles circulaciones con Elche como cabecera de línea y también como estación pasante.
Se inauguró el 1 de febrero de 2021.
Por esta estación circulan trenes AVE, Avant y Altaria o Alvia

### Estación de Callosa de Segura-Cox AV
Irá en altura, adaptándose al viaducto de 8,4 m de altura construido como trazado ferroviario para atravesar todo el término municipal. La servidumbre de las vías queda pegada a los nuevos edificios que se han construido en el límite de Cox y de Callosa, junto al nuevo instituto.

### Murcia del Carmen

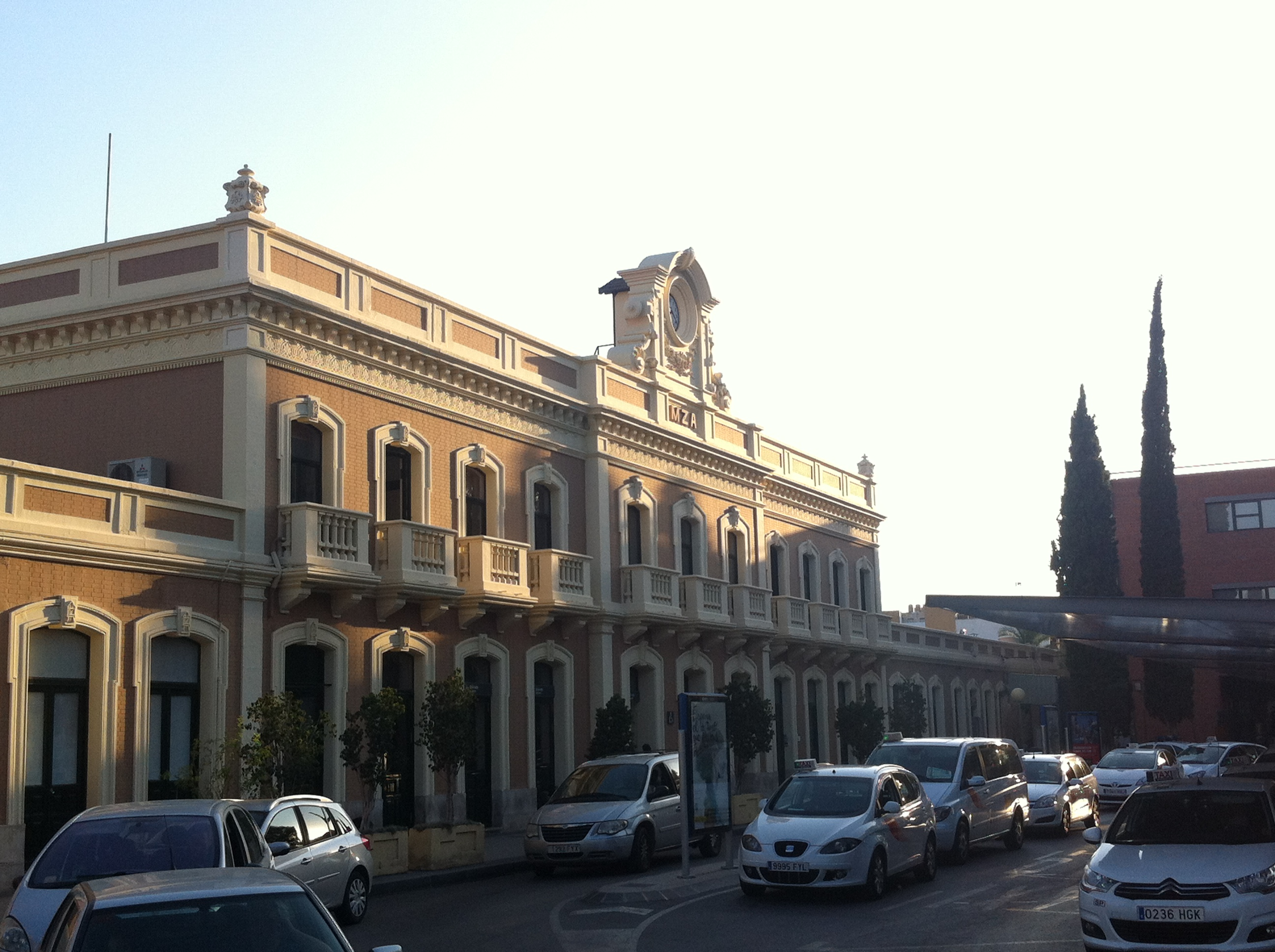
Fachada de la estación de Murcia del Carmen

#### Actuaciones ferroviarias
La Nueva Estación Intermodal de Murcia del Carmen será una estación de nueva planta muy cercana a la actual. Tendrá los 4 andenes y las 8 vías a unos 8 m bajo la cota de calle lo que permitirá su integración urbana mediante conexiones peatonales en superficie. Se pretende darle carácter intermodal con la incorporación de una estación de autobuses de 30 andenes, la llegada del Tranvía de Murcia junto a taxis y a un aparcamiento soterrado.

#### Actuaciones urbanísticas
La integración urbana de la alta velocidad conlleva también, además del soterramiento de vías, la renovación de una gran zona del sur de Murcia así como la regeneración y el saneamiento de las zonas próximas al área de intervención. De las actuaciones podemos destacar la construcción de un bulevar que una Barriomar y Los Dolores pasando por la Ciudad de la Justicia, así como dos avenidas que unan el barrio del Carmen con la Ronda Sur y Patiño. También se crean amplios espacios residenciales; de uso terciario como por ejemplo un complejo hotelero, edificios de oficinas y comercio en las plantas bajas; equipamientos comunitarios...